# Lantmännen Axa
Lantmännen Axa, tidigare en del av Lantmännenägda företaget Cerealia, är en livsmedelskoncern som tillhör Lantmännen. Lantmännen Axa utvecklar, tillverkar och marknadsför framför allt spannmålsprodukter under starka varumärken som AXA, Kungsörnen, Start!, GoGreen, Gooh, Amo och Regal. Produkterna marknadsförs under olika livsstilskoncept och säljs främst genom dagligvaruhandeln i norra Europa.
Verksamheten omfattar egen produktion och försäljning av bland annat frukostprodukter, pasta, mjöl och kakmixer och färdigrätter. Sverige och Norge är bolagets största marknader men affärsområdet har även produktion och försäljning i Ukraina samt försäljningskontor i Finland och Lettland.
Namnet Lantmännen Axa tillkom 2006.
Lantmännen Axas VD sedan våren 2007 heter Magnus Johansson.